# Richers Johanniskraut
Richers Johanniskraut (Hypericum richeri) ist eine Pflanzenart aus der Gattung der Johanniskräuter (Hypericum) in der Familie der Johanniskrautgewächse (Hypericaceae).

## Beschreibung

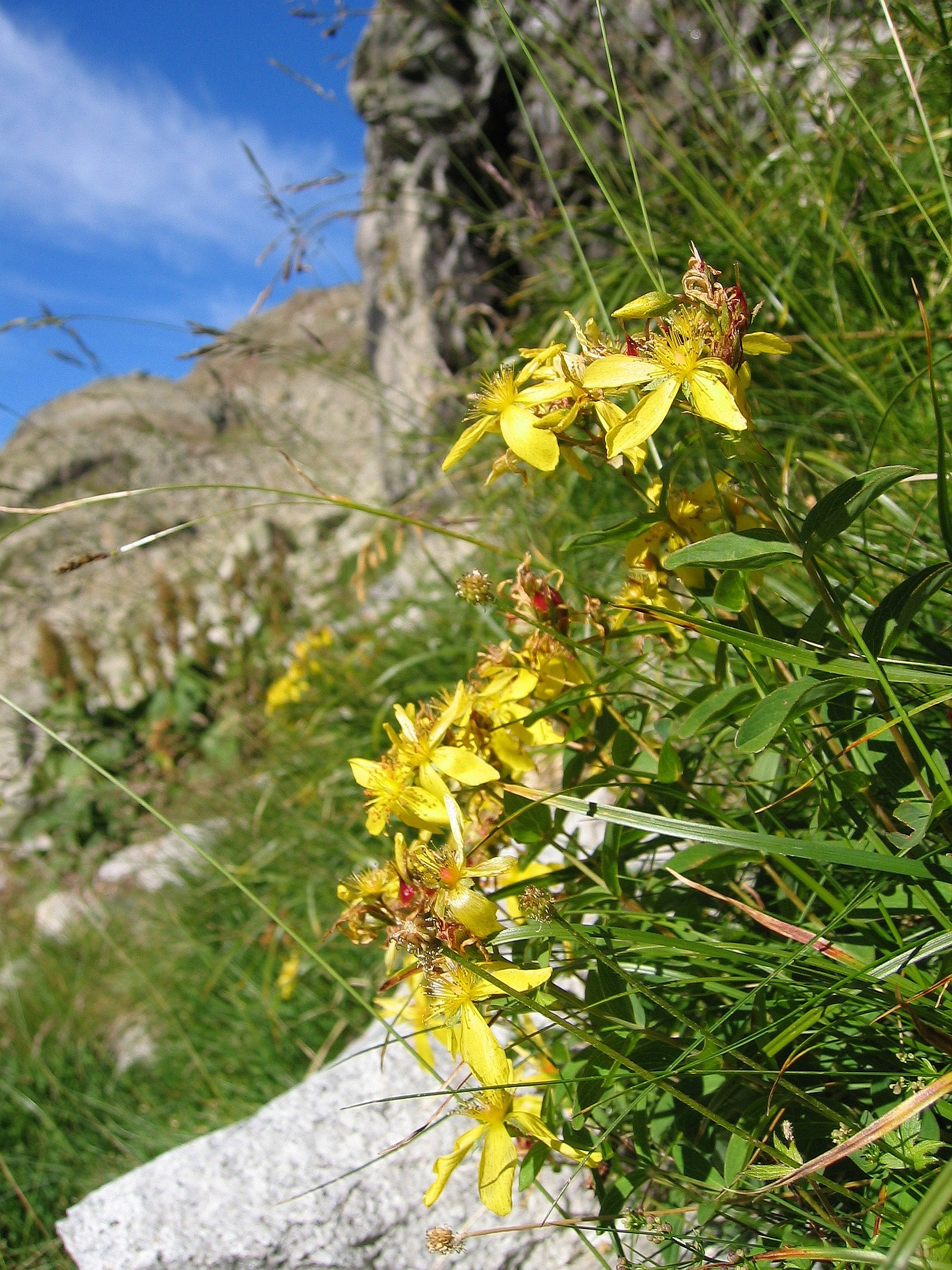
Richers Johanniskraut (Hypericum richeri subsp. burseri) in den spanischen Pyrenäen

### Vegetative Merkmale
Richers Johanniskraut ist eine ausdauernde krautige Pflanze, die Wuchshöhen von 10 bis 60 Zentimetern erreicht. Ihre kriechende, ästige Grundachse verholzt. Es sind mehrere bogig aufsteigende, oben zweikantige Stängel vorhanden. Die kreuzgegenständigen Laubblätter sind sitzend. Die einfachen Blattspreiten sind bei einer Länge von bis zu 5,5 Zentimetern spitz-eiförmig. Die obersten Blätter sind herz-eiförmig. Der Rand der Blattunterseite ist mit schwarzen, sitzenden Drüsen besetzt. 

### Generative Merkmale
Die Blütezeit reicht von Juni bis August. Ein bis zehn Blüten sind in dichten, doldigen rispigen Blütenständen angeordnet.
Die zwittrige Blüte ist radiärsymmetrisch und fünfzählig mit doppelter Blütenhülle. Die fünf Kelchblätter sind bis zu 8 Millimeter lang. Die fünf gelben Kronblätter sind bis zu 2 Zentimeter lang, ihr Rand weist drüsenköpfige Fransen auf und auf der Fläche befinden sich schwarze, sitzende Drüsen. Die ungefähr 90 Staubblätter sind am Grunde zu drei Bündeln miteinander verwachsen. Es sind drei Griffel mit roten Narben vorhanden.
Die Kapselfrucht weist schwarze bis orangefarbene Drüsen auf.

## Vorkommen
Richers Johanniskraut kommt in den West- und Südalpen nach Osten hin bis zu den Bergamasker Alpen vor sowie in den Pyrenäen.
Richers Johanniskraut ist in Höhenlagen von 1000 bis 2400 Metern in felsigen Hängen, Gebüschen und auf steinigen Weiden zu finden. Die Höhe von 2400 Metern Meereshöhe erreicht es in den Seealpen. und im Wallis. Es gedeiht am besten auf kalkhaltiger Böden. Es wächst in der Schweiz in Pflanzengesellschaften des Verbands der Buntschwingelhalde (Festucion variae).
Die ökologischen Zeigerwerte nach Landolt et al. 2010 sind in der Schweiz: Feuchtezahl F = 3 (mäßig feucht), Lichtzahl L = 3 (halbschattig), Reaktionszahl R = 5 (basisch), Temperaturzahl T = 2+ (unter-subalpin und ober-montan), Nährstoffzahl N = 3 (mäßig nährstoffarm bis mäßig nährstoffreich), Kontinentalitätszahl K = 2 (subozeanisch).

## Systematik
Die Erstveröffentlichung von Hypericum richeri erfolgte 1789 durch Dominique Villars in Prospectus de l'Histoire des Plantes de Dauphiné, 3, S. 501. Das Artepitheton richeri ehrt den französischen Botaniker Pierre Richer de Belleval († 1632).
Von  Hypericum richeri gibt es etwa drei Unterarten:
- Hypericum richeri subsp. burseri (DC.) Nyman: Sie kommt nur in Frankreich und Spanien vor.[5]
- Hypericum richeri subsp. grisebachii (Boiss.) Nyman: Die Heimat ist die Balkanhalbinsel, Rumänien und die Ukraine.[5]
- Hypericum richeri Vill. subsp. richeri: Sie kommt nur in Frankreich, in der Schweiz und in Italien vor.[5]